# Bastian Thusgaard
Bastian Thusgaard trommeslager i Blood Label og Dawn of Demise samt fungerende live medlem i Soilwork.

## Udgivelser
Med
- Existence Expires (2011)[3]
- Skeletons (2013)[3]
- Roam The Streets – Volume II (2016)[3]